# 4U: Outside
4U: Outside – minialbum południowokoreańskiej grupy BtoB, wydany 30 sierpnia 2021 roku przez Cube Entertainment i promowany jako specjalne wydawnictwo. Płytę promował utwór „Outsider”. Ukazał się w dwóch wersjach fizycznych: „Silent” oraz „Awake”. Sprzedał się w nakładzie 83 105 egzemplarzy w Korei Południowej (stan na październik 2021).
Utwór „Finalle (Show And Prove)” (kor. 피날레 (Show and Prove)) został wydany 28 maja 2021 roku, na płycie Kingdom 〈FINAL : WHO IS THE KING?〉. W nagraniu minialbumu nie uczestniczyli Sungjae i Hyunsik, którzy odbywali wówczas obowiązkową służbę wojskową.

## Lista utworów
| CD | CD                                                       | CD                                          | CD                                                           | CD                                        | CD      |
| Nr | Tytuł utworu                                             | Tekst                                       | Kompozycja                                                   | Aranżacja                                 | Długość |
| -- | -------------------------------------------------------- | ------------------------------------------- | ------------------------------------------------------------ | ----------------------------------------- | ------- |
| 1. | „Dreamer”                                                | Huta, Peniel                                | Aftrshok, Huta, joseph k                                     | Aftrshok, joseph k                        | 3:33    |
| 2. | „Outsider”                                               | Huta, Peniel                                | Ryan S. Jhun, Cameron Warren, Max Cooke, Shaun Smith         | Ryan S. Jhun, Cameron Warren              | 3:32    |
| 3. | „Michigo sip-eo” (kor. 미치고 싶어, ang. Can't Breathe)  | Huta, Peniel                                | Aftrshok, Huta, Brian U, MarkAlong                           | Aftrshok                                  | 3:49    |
| 4. | „Yeohaeng (Traveler)” (kor. 여행 (Traveler))             | Jinri (Full8loom), Huta, Peniel             | Glory Face (Full8loom), Jinri (Full8loom), Harry (Full8loom) | Glory Face (Full8loom), Harry (Full8loom) | 3:23    |
| 5. | „Waiting 4 U”                                            | Hyunsik, Lee Jae-in (Zaystin), Huta, Peniel | Hyunsik, Lee Jae-in (Zaystin)                                | Hyunsik, Lee Jae-in (Zaystin)             | 3:52    |
| 6. | „Finale (Show and Prove)” (kor. 피날레 (Show and Prove)) | Huta, Peniel                                | Huta, Aftrshok, joseph k, The Muze                           | Aftrshok, joseph k                        | 3:59    |
|    |                                                          |                                             |                                                              |                                           | 22:08   |

## Notowania
| Lista                      | Pozycja |
| -------------------------- | ------- |
| Gaon Weekly Album Chart    | 2       |
| Five Music (Tajwan)        | 3       |
| Oricon Weekly Album Chart  | 21      |
| Billboard Japan Hot Albums | 37      |